# Dionconotus
Dionconotus is een geslacht van wantsen uit de familie van de Miridae (Blindwantsen). Het geslacht werd voor het eerst wetenschappelijk beschreven door Odo Reuter in 1894.

## Soorten
Het genus bevat de volgende soorten:

- Dionconotus confluens Hoberlandt, 1945
- Dionconotus cruentatus (Brullé, 1832)
- Dionconotus neglectus (Fabricius, 1798)
- Dionconotus parnisanus Hoberlandt, 1945